# Bâtir le pays Martinique
 (mars 2009).
Si vous disposez d'ouvrages ou d'articles de référence ou si vous connaissez des sites web de qualité traitant du thème abordé ici, merci de compléter l'article en donnant les références utiles à sa vérifiabilité et en les liant à la section « Notes et références ».
Pour les articles homonymes, voir BPM.
Bâtir le pays Martinique (BPM) est un parti politique martiniquais fondé le 11 octobre 1998 par Pierre Samot, ancien député et maire du Lamentin, à la suite d'une scission avec le Parti communiste martiniquais. 
Cette formation politique fait partie de la gauche autonomiste martiniquaise.

## Présentation et résultats électoraux
Bâtir le pays Martinique compte un maire, David Zobda, maire du Lamentin depuis 2018. Il a succédé à Pierre Samot qui était à la tête de la commune depuis 1989 et président de la CACEM entre 2008 et 2014.
L'avocat Philippe Edmond-Mariette, membre de Bâtir le pays Martinique et 1er adjoint au maire du Lamentin a été député de troisième circonscription de la Martinique de 2003 à 2007.
Aux élections régionales des 14 et 21 mars 2010, Bâtir le pays Martinique connaît un revers électoral, sa liste « Croire en nous-mêmes» conduite par Pierre Samot obtient un faible score 5 131 voix, soit 3,97 % des suffrages et ne parvient pas à se maintenir au second tour. Le parti n'a plus aucun élu au conseil régional de la Martinique.
Il comptait trois conseillers généraux jusqu'à la création de la collectivité territoriale de Martinique :
- Josette Manin (2e adjointe du Lamentin, canton du Lamentin-3-Est), présidente du Conseil général de la Martinique de 2011 à 2015 ;
- David Zobda (3e adjoint du Lamentin, canton du Lamentin-2-Nord), premier vice-président du Conseil général de la Martinique de 2011 à 2015 ;
- Un dissident du parti, Alfred Sinosa (4e adjoint du Lamentin, canton du Lamentin-1-Sud-Bourg).

David Zobda succède à la conseillère générale sortante, Claire Tunorfé, qui ne se représentait pas. Au 2e tour, David Zobda est élu en battant largement le candidat du MIM, Daniel Marie-Sainte.
Josette Manin a été choisie en mars 2011, pour être la candidate à la présidence du conseil général de la Martinique par le groupe de l'opposition  « Ensemble, pour une Martinique nouvelle », composé des élus du PPM, Bâtir le pays Martinique, le MPF, la FSM, le Mouvement « Vivre à Schœlcher » et de Osons oser. Elle est élue le 31 mars 2011, au 3e tour, présidente du Conseil général de la Martinique avec 23 voix contre 22 à Alfred Sinosa, lui aussi membre de BPM et candidat du groupe de Claude Lise, le président sortant.
Élections législatives de 2012
Aux élections législatives de 2012, Bâtir le pays Martinique présente dans la candidature de Philippe Edmond-Mariette dans la première circonscription de la Martinique mais il obtient seulement 4 182 voix et est éliminé au 1er tour. Mécontent de sa défaite, Philippe Edmond-Mariette démissionne avec fracas le 13 juin 2012 de Bâtir le pays Martinique.  Il reproche aux cadres de son parti leur faible mobilisation autour de sa candidature et annonce dans un communiqué qu'il accordera son soutien pour le deuxième tour à son opposant Alfred Marie-Jeanne.

## Organisation

### Liste des présidents
Le président du parti est David Zobda depuis le 8 avril 2018. Il a succédé à Pierre Samot, président fondateur du mouvement.
| Début        | Fin        | Identité     | Qualité                                                                    |
| ------------ | ---------- | ------------ | -------------------------------------------------------------------------- |
| octobre 1998 | avril 2018 | Pierre Samot | Maire du Lamentin (1989 → 2018)                                            |
| avril 2018   | en cours   | David Zobda  | Maire du Lamentin (2018 → ) Conseiller territorial de Martinique (2015 → ) |

## Résultats électoraux

### Élections législatives
| Année | 1er tour | 1er tour | 2d tour | 2d tour | Sièges | Rang | Gouvernement        |
| Année | Voix     | %        | Voix    | %       | Sièges | Rang | Gouvernement        |
| ----- | -------- | -------- | ------- | ------- | ------ | ---- | ------------------- |
| 2002  | 7 197    | 8,61     | 11 630  | 12,91   | 1 / 4  | 6e   | Opposition          |
| 2007  | 4 822    | 4,97     | 7 636   | 6,70    | 0 / 4  | 6e   | Extra-parlementaire |
| 2012  | 4 182    | 4,45     |         |         | 0 / 4  | 7e   | Extra-parlementaire |
| 2017  | 22 997   | 30,19    | 27 100  | 30,34   | 1 / 4  | 1er  | Opposition          |
| 2022b | 1 783    | 2,87     |         |         | 0 / 4  | 9e   | Extra-parlementaire |
| 2024b | 1 626    | 1,80     |         |         | 0 / 4  | 9e   | Extra-parlementaire |

b Au sein d'Alians Matinik.